# Centranthus ruber
A Centranthus ruber, comummente conhecida como alfinetes, é uma planta perene da família das valerianáceas, originária da região do mediterrâneo.
Além do nome «alfinetes», dá ainda pelos seguintes nomes comuns: boliana, cuidado-dos-homens, rosa-da-rocha e valeriana-vermelha.
De acordo com Francisco Arruda Furtado, o substantivo «boliana», que também conheceu a variante antiga moliana, hoje em desuso, será uma corruptela da palavra «valeriana».
A boliana encontra-se distribuída pela orla mediterrânica, desde a Europa do Sul ao Noroeste africano e à Ásia Menor.
Ocorre naturalmente em Marrocos, na Argélia, na Tunísia, na Espanha, em Portugal, na França, na Itália, nas Baleares, na Sardenha, na Corsega, em Montenegro, na Albânia, na Grécia, na orla do mar Egeu e na Ucrânia.
Trata-se de uma espécie introduzida, nas ilhas Canárias, nos Açores e Madeira, e ainda na Bélgica, na Grã-Bretanha, na Suíça e na Aústria. Trat-se portanto de uma planta apófita (planta autóctone, que foi naturalizada fora do seu habitat natural, pela acção do homem), dada a sua facilidade de naturalização e o seu amplo uso no âmbito da jardinagem. 

## Portugal
Trata-se de uma espécie presente no território português, nomeadamente em Portugal Continental, enquanto espécie autoctone, e nos arquipélagos dos Açores e da Madeira, enquanto espécie introduzida.
Mais concretamente, em Portugal Continental, encontra-se nas zonas do Noroeste montanhoso, da Terra quente e da Terra fria transmontanas, do Centro-Norte, do Centro-Oeste calcário, do  Centro-Oeste arenoso, do  Centro-Oeste olissiponense, do  Centro-Oeste cintrano e do Sudeste setentrional.

## Ecologia
Trata-se de uma planta ruderal, rupícola e ornamental. Pelo que é capaz de prosperar entre falésias, fragas, penedias e escombreiras, mas também em pennhascos e em brechas em muros, rochedos e escarpas. Privilegia os solos de substracto calcário e as zonas ricas em salitre.
Ocorre, amiúde, em sociedade com a Parietaria judaica.
É uma planta hemicriptófita, portanto, uma herbácea peréne. É multicaule e apresenta uma coloração verde-clara. 
Tem talo erecto, arredondado e liso, que atinge uma média de 30 a 60 centímetros  de altura, sendo que pode chegar no máximo aos 120 centímetros. O talo pode ser simples ou conter ramadas axilares foliosas, junto à base. As folhas, que podem ser ovadas, lanceoladas ou ainda ovo-lanceoladas, por vezes um pouco dentadas de forma irregular, com veios paralelos na base e ramificados distalmente no resto da folha. As folhas podem chegar aos 5 centímetros de largura e são um tanto carnudas, dispondo-se em sentidos opostos.
As flores são muito numerosas e têm a corola cor-de-rosa ou vermelha, raramente branca,  e agrupam-se em corimbos densos.
O fruto é um pequeno aquénio, geralmente glabro (sem pêlos), raramente  dispõe de uma penugem esbranquiçada.
- As folhas podem ser consumidas cruas em saladas ou cozidas como legumes, sendo certo o forte perfume que exalam, pode não ser o mais aperiente.[16][6]
- As sementes chegaram a ser usadas, historicamente, na confecção de óleos de embalsamação .[16][6]
- Produz efeitos depressores do sistema nervoso central similares aos da valeriana.[6] Com efeito,  há estudos recentes[17]  que demonstram que as propriedades sedativas da tintura obtida a partir da raiz da boliana, quando administrada por via oral, em ratos, é significativa. Tendo em vista a sua reduzida toxicidade, face à sua expressiva actividade, há autores, como J. Iglesias e R. San Martin, que propõe a possibilidade de se usar a valeriana-vermelha como um sucedâneo, mais fraco da valeriana. [18]
- Tem propriedades anti-espasmódicas e anti-escorbuticas.[19]
- É amplamente usada como planta ornamental.[6][12]

## No folclore tradicional
No folclore europeu, foram atribuidas inúmeras propriedades mágicas e apotropaicas a esta planta. 

### Portugal
Em Portugal, de acordo com Teófilo Braga, na sua obra «O Povo Português nos seus Costumes», havia a crença medieval  de que a boliana a cada sete anos, por ocasião da noite de São João, fazia despontar de uma das suas flores uma pena, como a dos patos, com que se podia escrever. Além de dar sorte, acreditava-se que arrancandando essa pena à planta, aquela soltaria um grito. Também era crença medieval que as bruxas, quando assinavam o pacto de sangue com o diabo, se serviam dessa pena.
O naturalista Arruda Furtado, chegou a relatar as crenças populares dos Açores, mais propriamente da ilha de São Miguel, que atribuiam à boliana a faculdade de conceder fortuna ao seu detentor, contanto que se plantasse junto do verbasco, do trovisco e da bela-luz. Inclusive faz menção de que os emigrantes açorianos, levavam folhas desta planta consigo, como amuleto da sorte.

#### Abonações literárias
Na «Comédia de Rubena», peça de Gil Vicente de 1521, há uma alusão à boliana, sob a grafia medieval «moliana» ou ainda «muliana», quando a Ama pede à Feiticeira, para que aquela cante a Cismena, filha de Rubena, a cantiga da "Moliana, Moliana", que por seu turno seria uma cantiga medieval castelhana, popularizada por Juan Bautista de Villegas.
A cantiga verseja sobre um cavaleiro, cujo copo de vinho é envenenado com um preparado mágico, por uma donzela apaixonada. Ao beber do copo, o cavaleiro deixa de ser capaz de ver o próprio cavalo, o que o impossibilita de se ir embora de ao pé da donzela, que o pretende seduzir.

### Itália
Na Itália, em tempos recônditos, pulverizavam-se as raízes desta planta, dispersando-as pelas casas e pelas propriedades, a fim de as proteger das trovoadas. As folhas também eram usadas para confeccionar decoctos mágicos para reconciliar os amantes desavindos.

## Taxonomia
Centranthus ruber foi descrita por (Carlos Linneo) Augustin Pyrame de Candolle e publicado na «Flore Française. Troisième Édition 4: 239» no ano de 1805.
- Etimologia:

Centranthus: nome genérico que deriva das palavras gregas:
kéntron = ‘alfinete’, ‘agulha’, 'esporão', etc".; e ánthos = ‘flor’. As flores, deste género, têm esporão (extensão tubular cónico, situada na base de algumas flores, que às vezes parte da corola e noutras do cálice).
ruber: epíteto latino que significa ‘de cor vermelha’.
- Citologia:

Número de cromossomas do Centranthus ruber (fam. Valerianaceae) e táxones infraespecíficos: 2n=32.
Sinonímia
- Centranthus latifolius Dufr.
- Centranthus marinus Gray
- Centranthus maritimus Gray
- Centranthus maritimus DC.
- Kentranthus ruber (L.) Druce
- Valeriana alba Mazziari
- Valeriana florida Salisb.
- Valeriana hortensis Garsault
- Valeriana rubra L.[32]

## Galeria

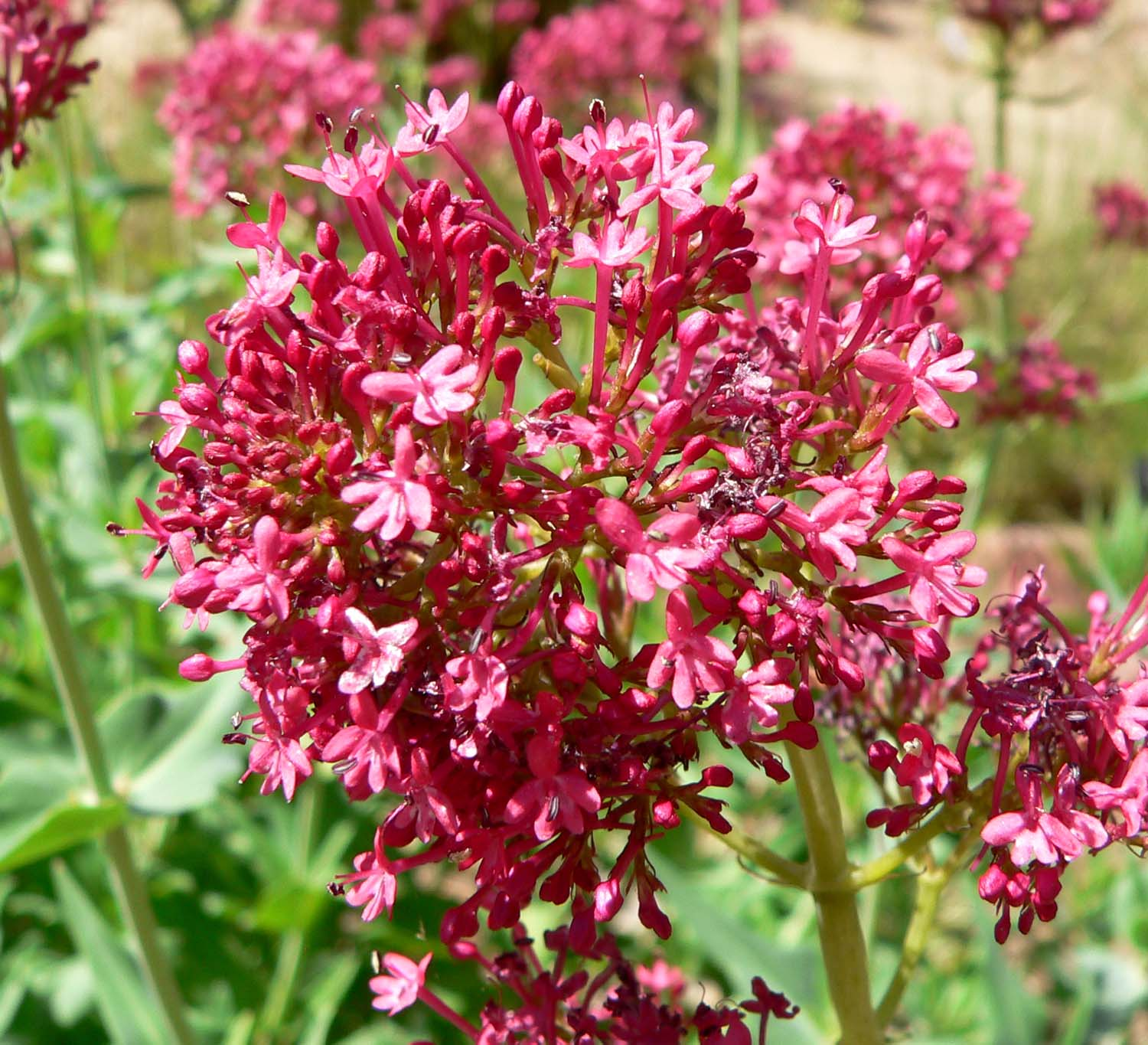
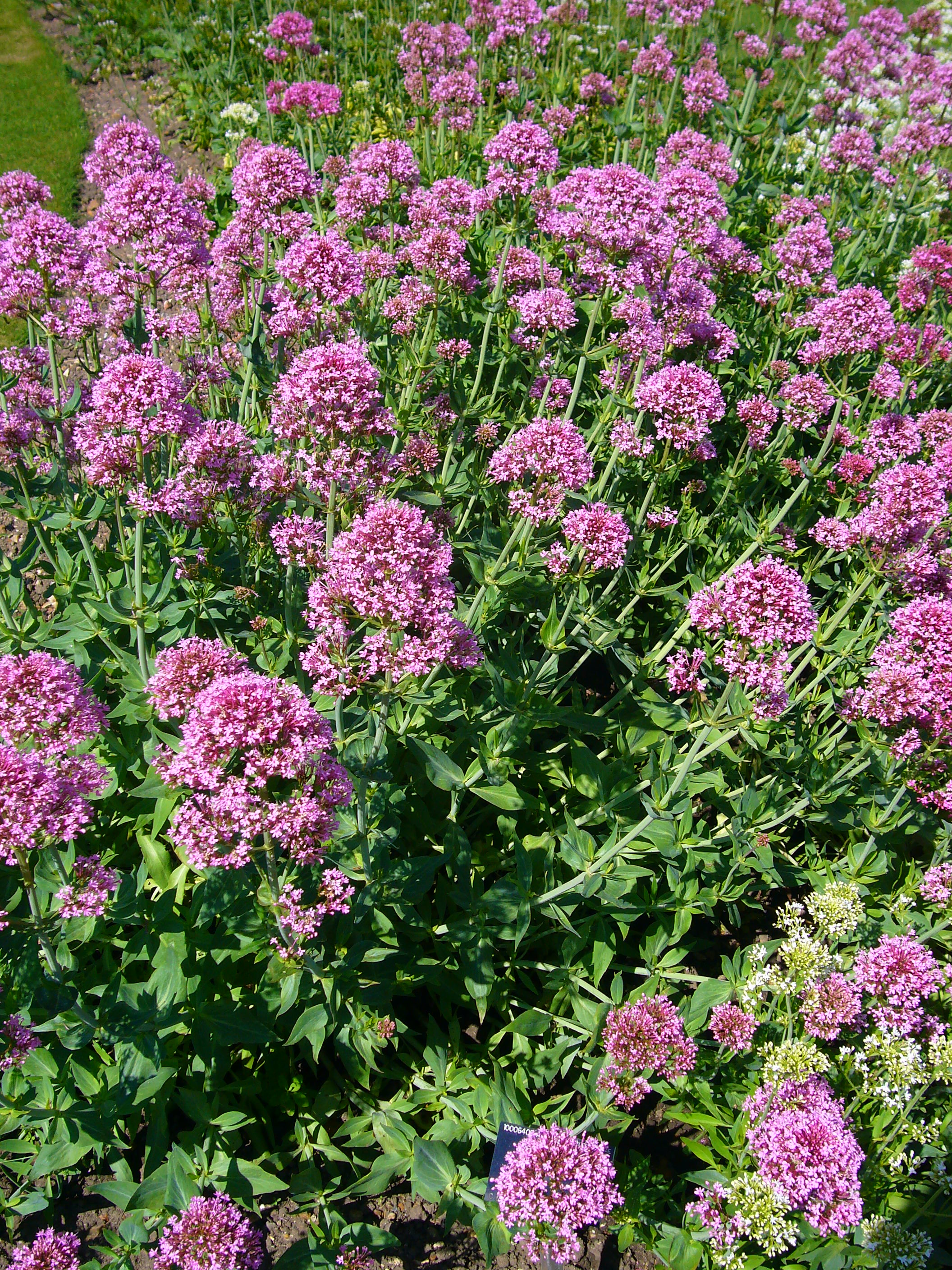
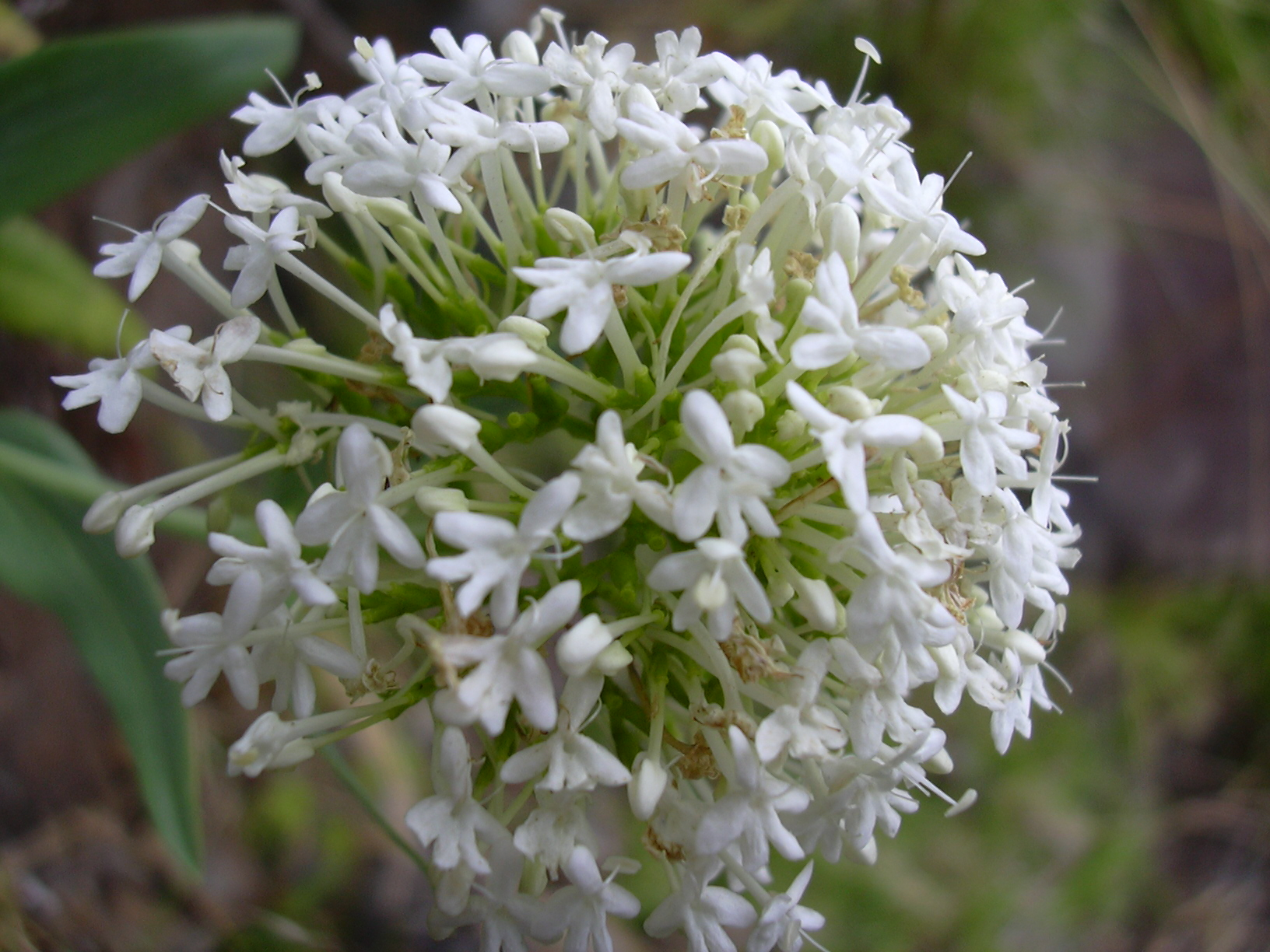

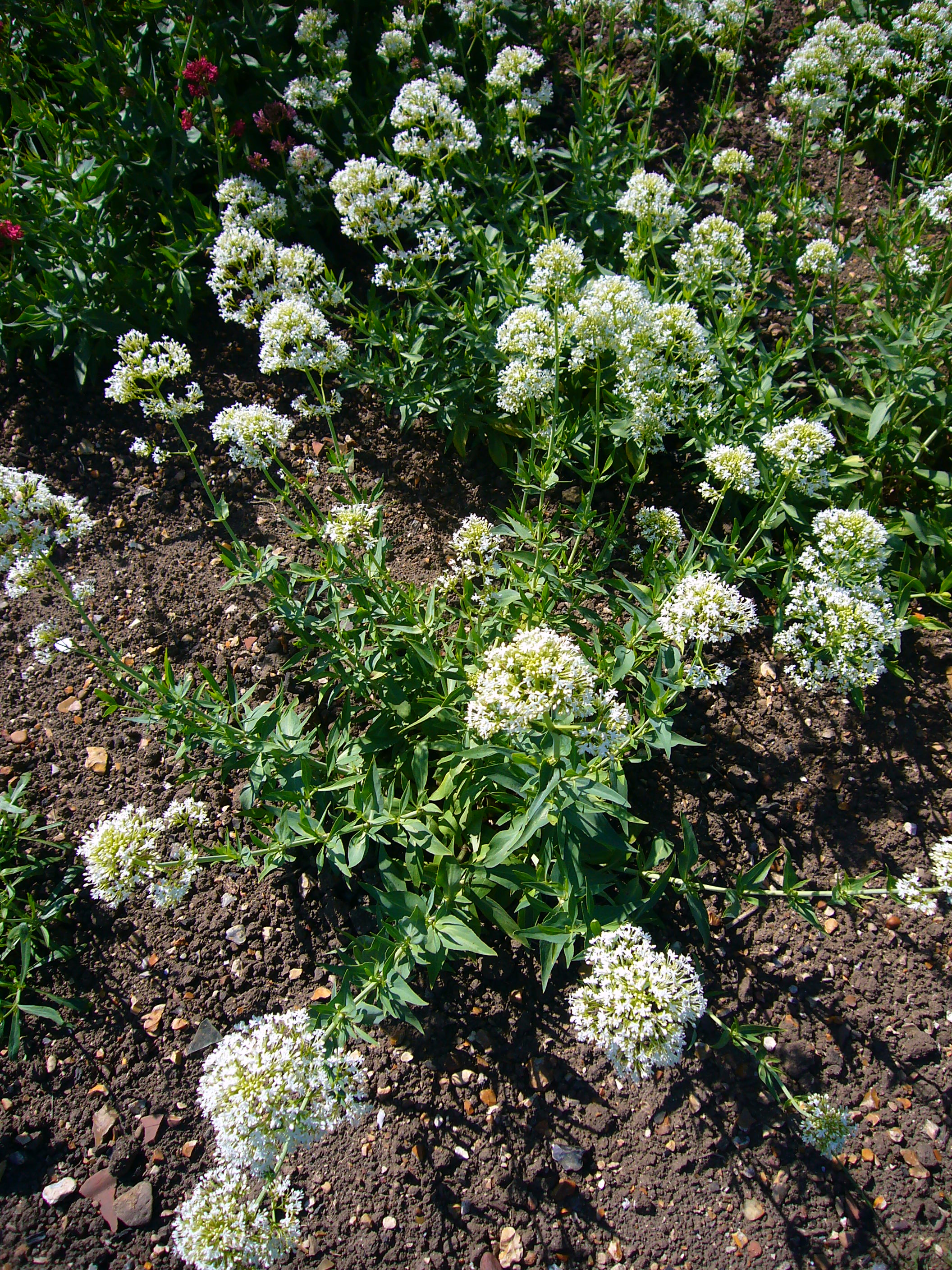
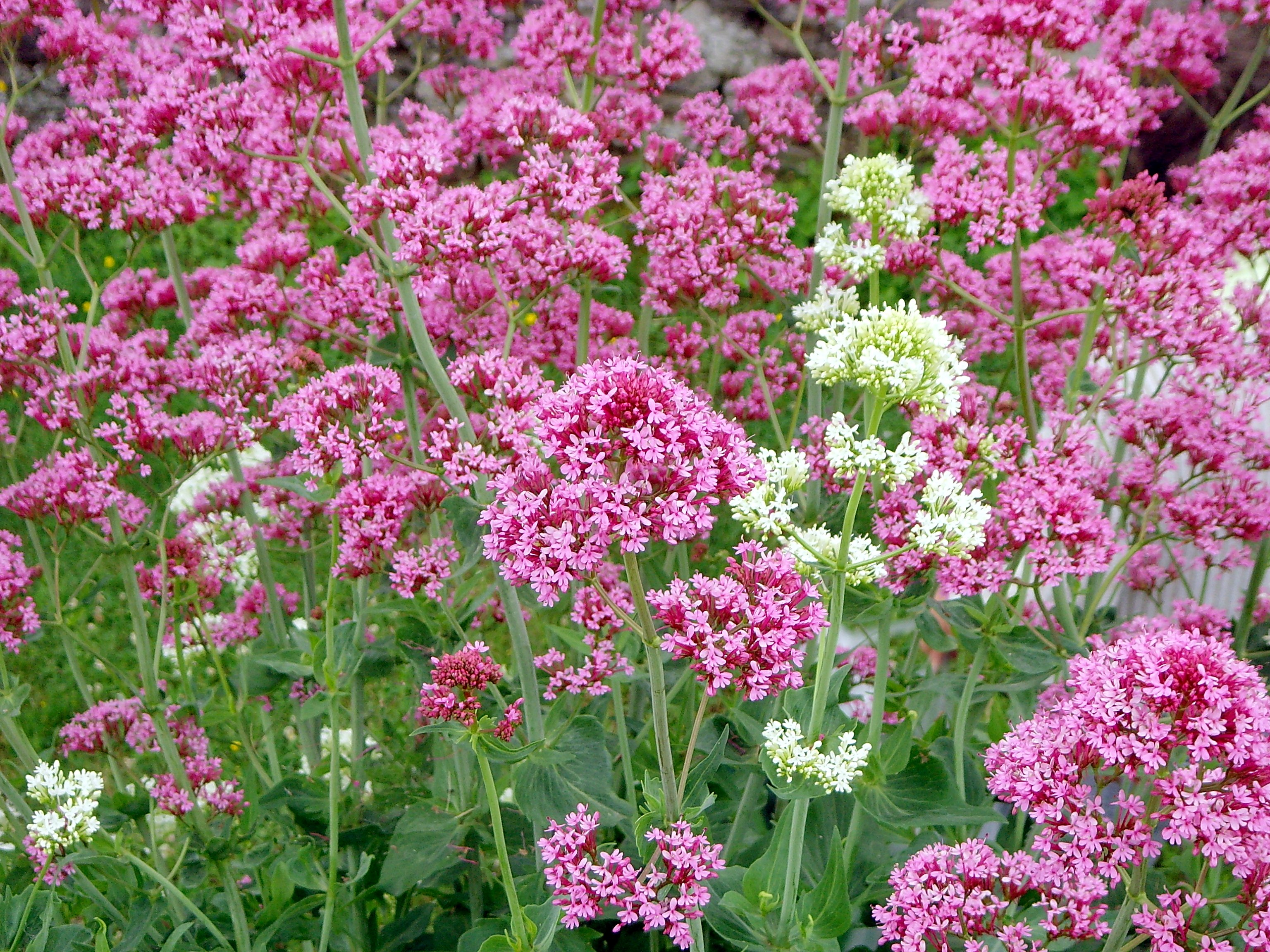
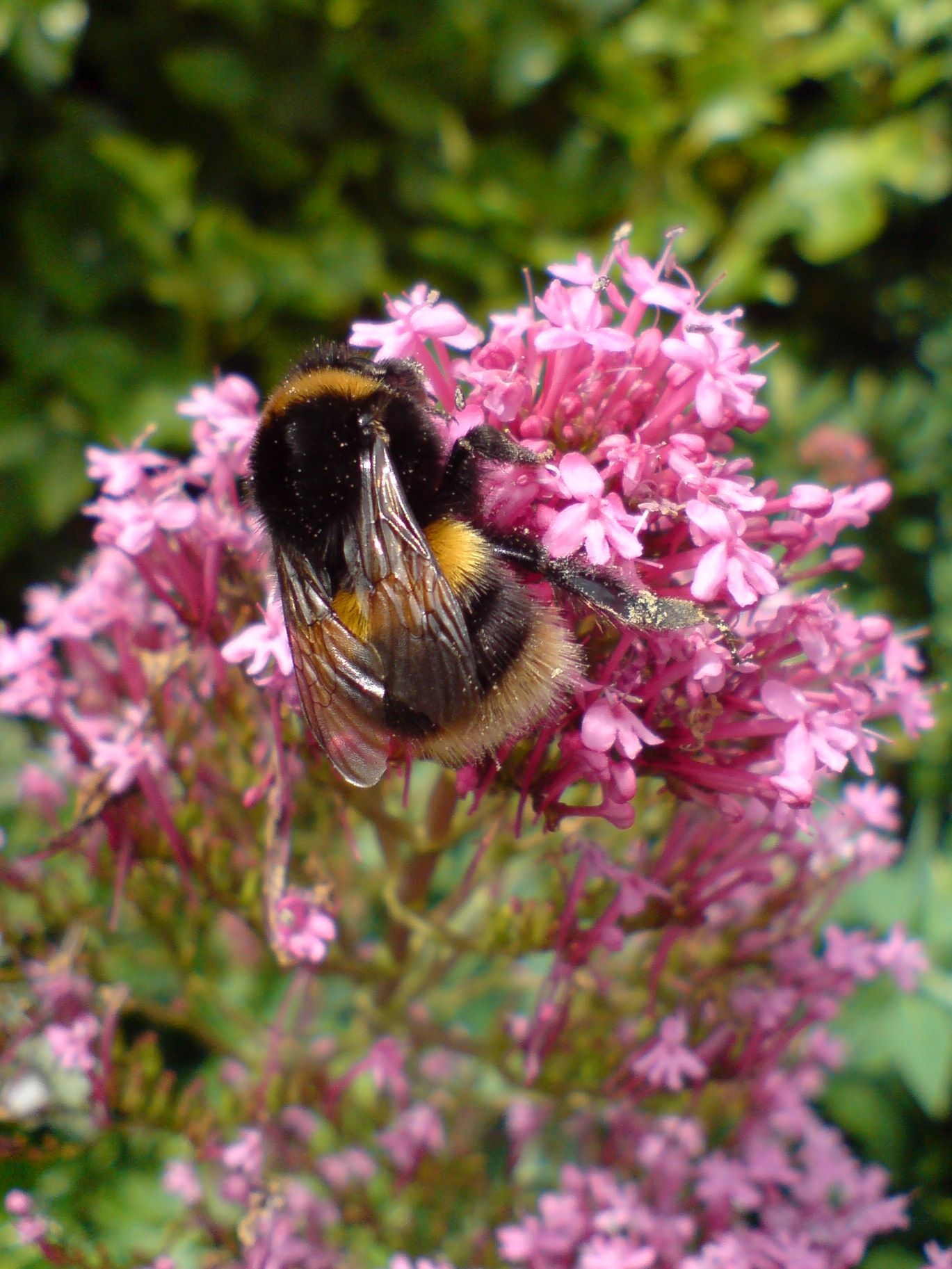